# Грекопавловка

Грекопавловка (укр. Грекопавлівка) — село,
Столбино-Долинский сельский совет,
Новосанжарский район,
Полтавская область,
Украина.
Код КОАТУУ — 5323486402. Население по переписи 2001 года составляло 70 человек.

## Географическое положение
Село Грекопавловка находится на правом берегу реки Полузерка,
выше по течению на расстоянии в 1 км расположено село Чередники (Решетиловский район),
ниже по течению на расстоянии в 0,5 км расположено село Гергели,
на противоположном берегу — село Дмитренки.

## Галерея

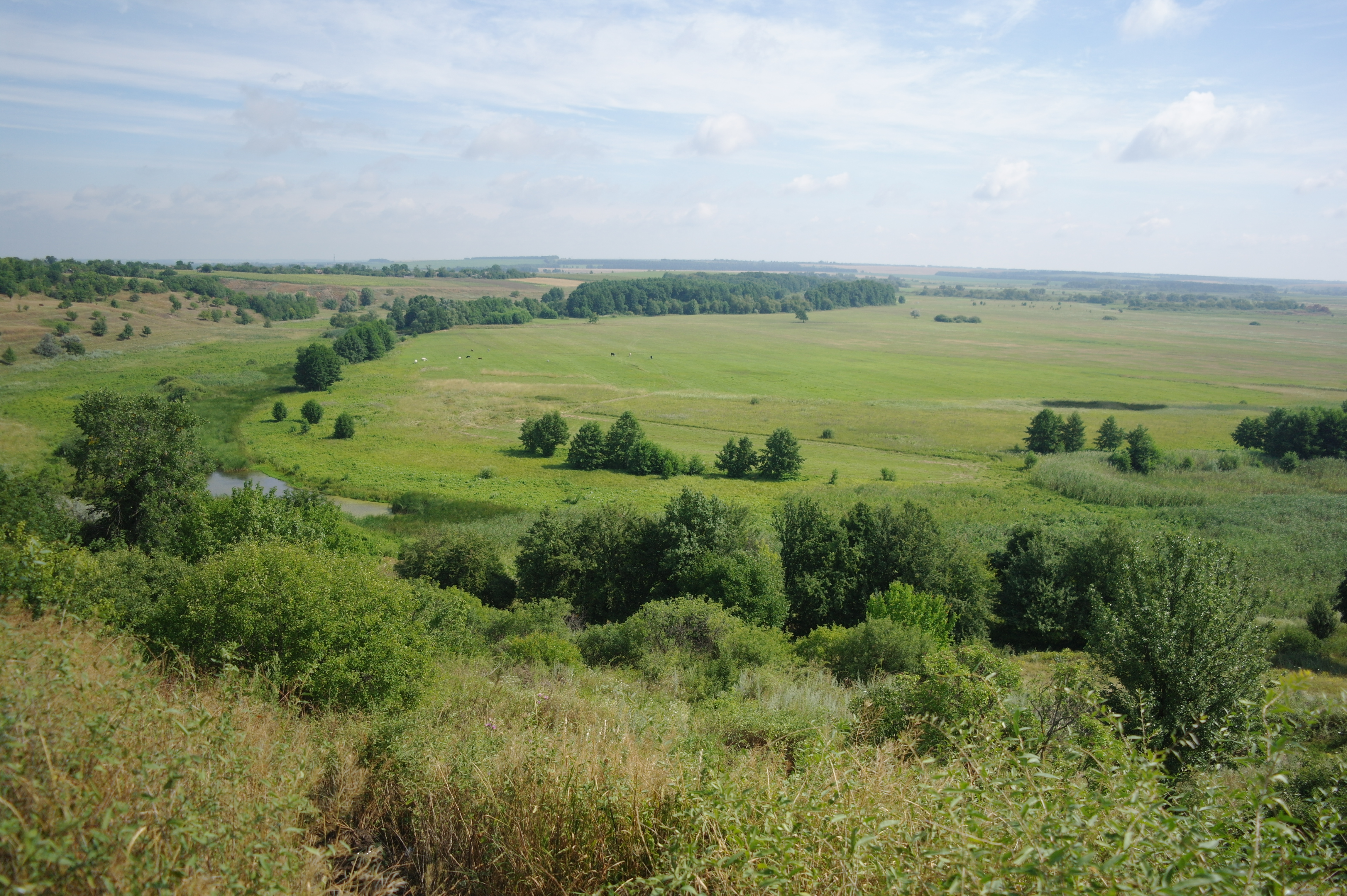
Пейзажи Грекопавловки (панорама 2)
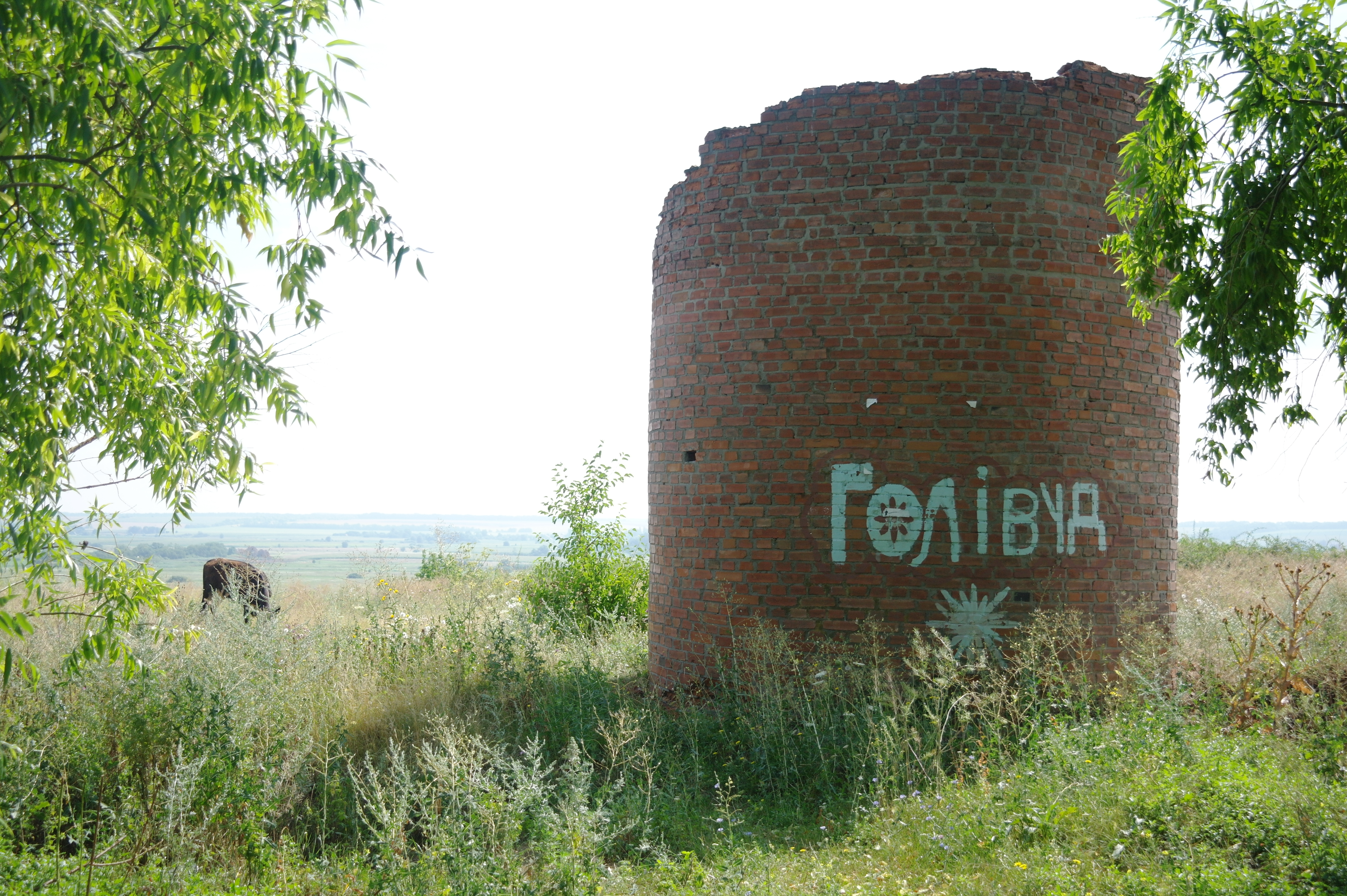
Разрушенная башня с надписью "Голівуд"
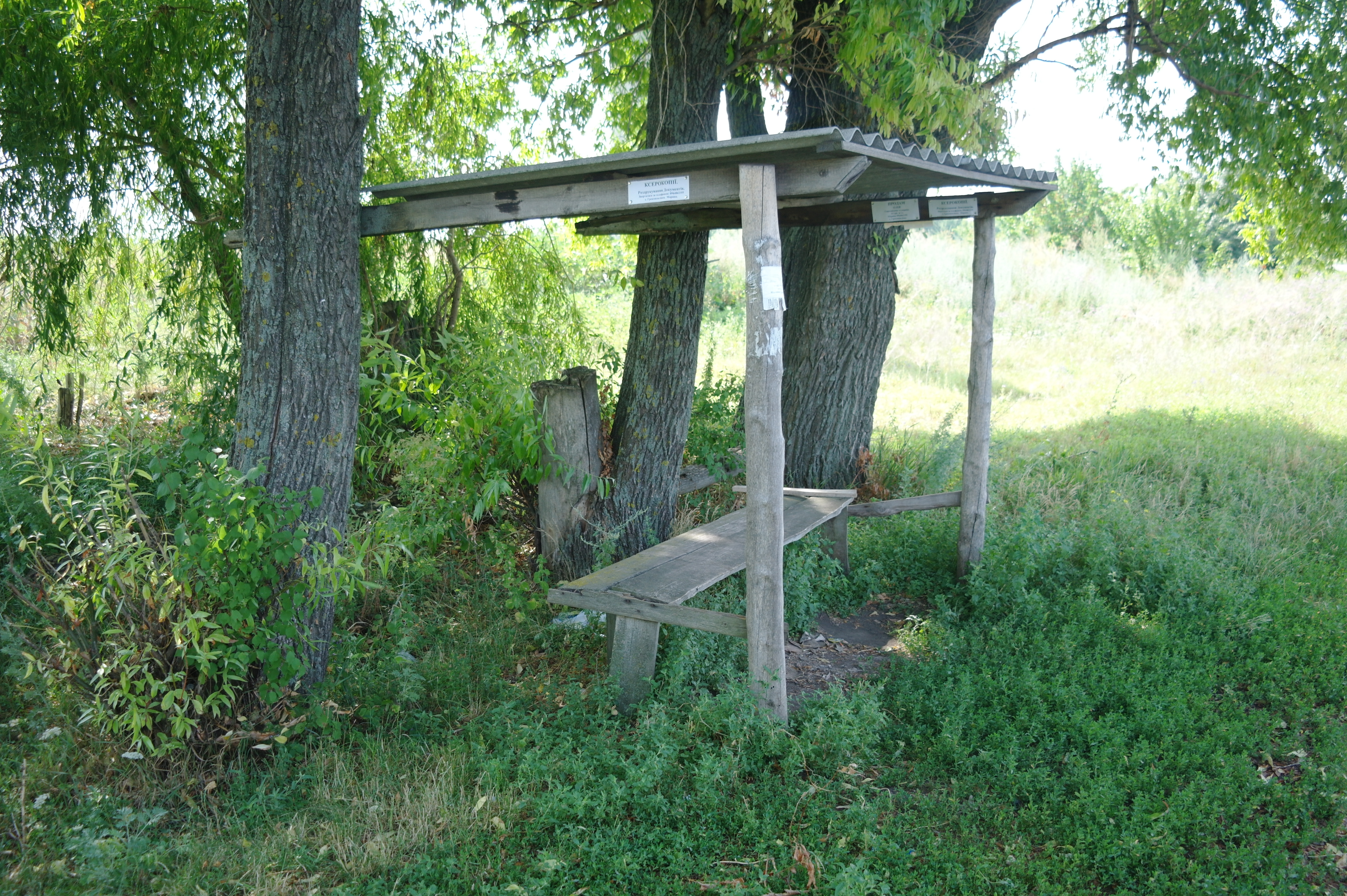
Пункт приёма молока
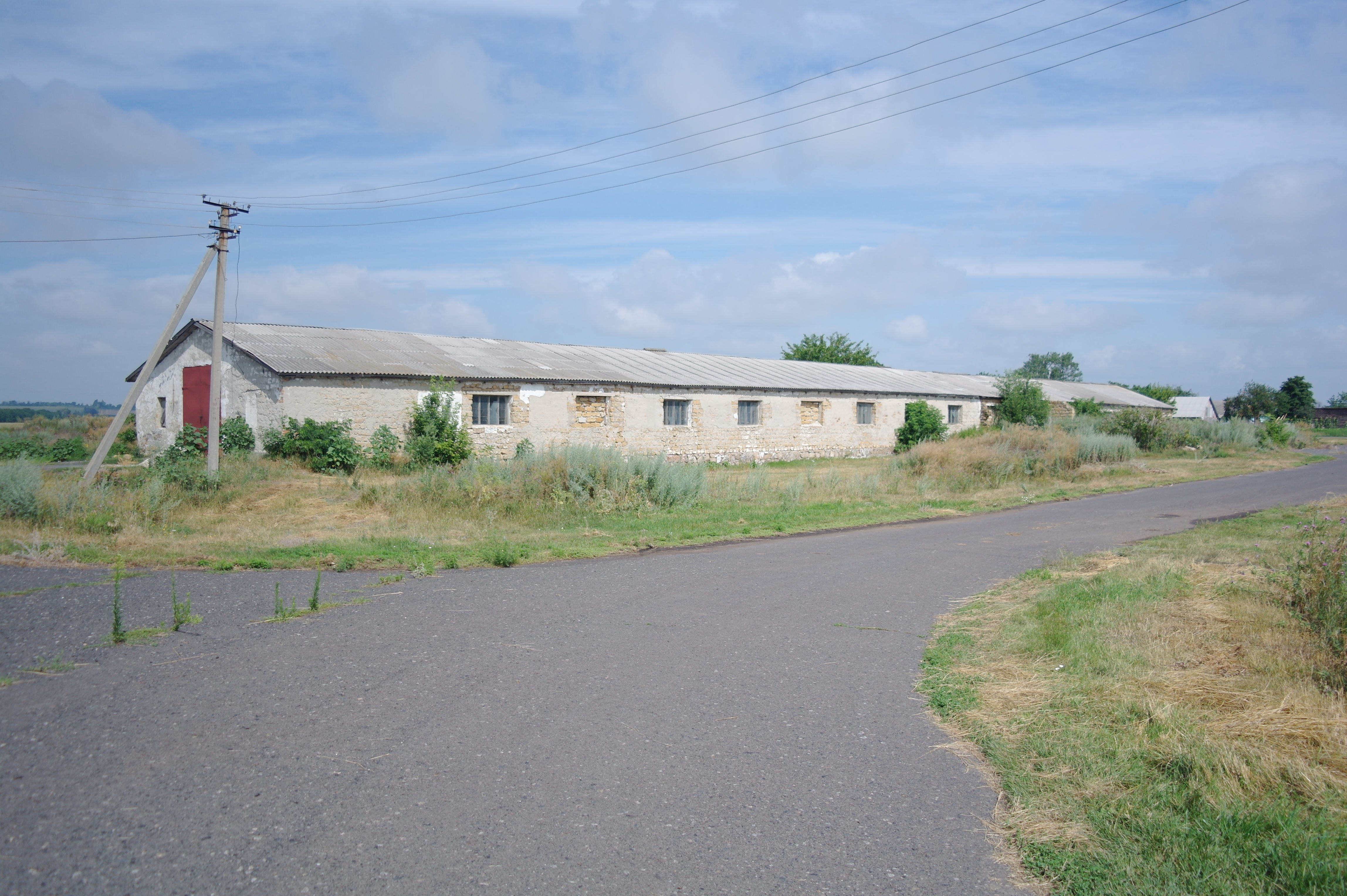
Частное хозяйство
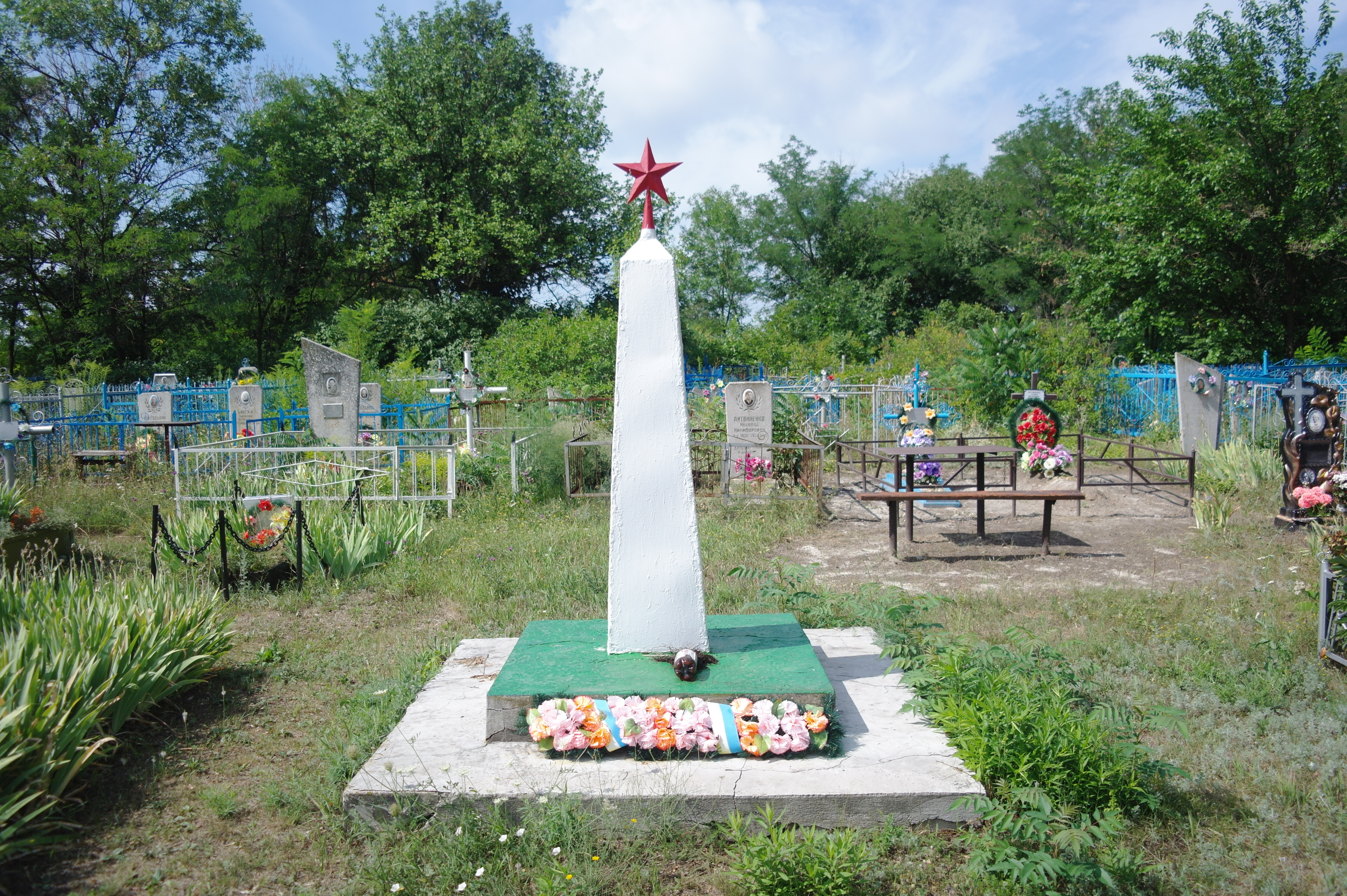
Памятник погибшим в ВОВ на кладбище
Пейзажи Грекопавловки (панорама 3)
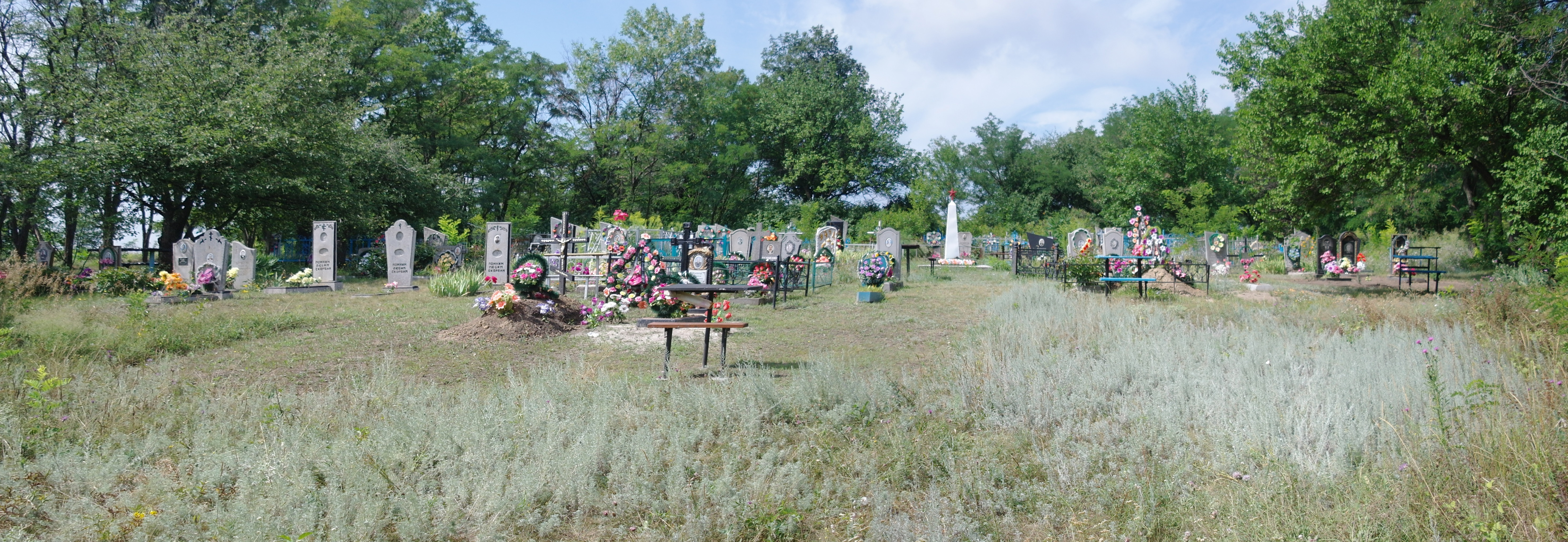
Кладбище
Пейзажи Грекопавловки (панорама 1)